# Fort Selden
Le fort Selden est un poste de l'armée des États-Unis, situé dans la région qui est maintenant Radium Springs au Nouveau-Mexique (en). Le site est un long terrain de campement le long du Camino Real de Tierra Adentro. C'est le site d'un camp de l'armée confédérée en 1861. L'armée des États-Unis crée le fort Selden en 1865 afin de protéger les pionniers de l'ouest contre les raids amérindiens, le poste tombe dans un état de délabrement après la guerre de Sécession. Il est finalement abandonné en 1891, en grande partie à cause de la décision d'étendre le fort Bliss et du manque de moyens pour réparer les installations.

## Histoire

### Paraje de Robledo
Pendant des siècles, le site du fort Selden est le Paraje de Robledo, un camp le long du parcours du Camino Real de Tierra Adentro. Le terrain de campement ou paraje est nommé en référence à un vieux soldat espagnol de l'expédition de 1598 de Juan de Oñate, Pedro Robledo, qui y est mort et enterré. Il devient connu comme la Cruz de Robledo (la croix de Robledo) en raison de la croix marquant initialement l'emplacement de sa tombe. Plus tard le nom est raccourci en Paraje Robledo:50.
Le Paraje Robledo est le dernier arrêt le long du Rio Grande avant que le Camino Real laisse le fleuve pour entrer dans le Jornada del Muerto (en) sur le chemin vars le nord en direction de Santa Fe. À l'époque de la guerre de Sécession, la vallée de Mesilla (en), aux environs de Las Cruces, accueille une population qui a mis en valuer la fertilité des sols le long du Rio Grande et qui subit des attaques de la part des Apaches. Des voyageurs le long du Camino Realn qui traversent la région, sont aussi gênés pur aller plus au nord du Jornada des Muerto pour la même raison.

### Camp Robledo
En 1861, l'armée confédérée crée un poste, le « camp Robledo », sur le Paraje de Robledo, pour garder les approches septentrionales vers la vallée de Mesilla (en) de l'Arizona confédéré le long du Rio Grande et en face du Jornada del Muerto sur le Camino Real de Tierra Adentro. Il est utilisé comme base pour les patrouilles de cavalerie et les opérations contre le fort Craig et d'autres lieux du territoire du Nouveau-Mexique tenus par l'Union :63.

### Fort Selden
Le fort Selden est situé dans le comté de Doña Ana, à 19 km de Las Cruces au Nouveau-Mexique. Il est créé en 1865 à la Paraje de Robledo dans un effort de rétablir la paix parmi des diverses population dans la région du centre méridional de l'actuelle Nouveau-Mexique.
Le fort est construit par des détachements du 1st California Cavalry, du 1st New Mexico Infantry et du 1st California Veteran Infantry à partir du 8 mai 1865
Le brigadier général James H. Carleton le fait nommé en l'honneur du colonel Henry Raymond Selden (en), qui a servi pendant plusieurs années dans le territoire du Nouveau-Mexique avant et pendant la guerre de Sécession et qui est mort de maladie dans le comté de Doña Ana et est enterré au fort Union le 2 février 1865. Le principal objectif du fort est de protéger les colons et les voyageurs dans la vallée de Mesilla des attaques des desperados et des indiens Apaches Mescaleros. Construit près des rives du Rio Grande, le fort en adobe héberge les unités de l'infanterie et de la cavalerie de l'armée des États-Unis.
Les premières troupes qui occupent le fort sont les compagnies du 125th U.S. Colored Infantry (en), un groupe de soldats afro-américains enrôlés dans le Kentucky qui entrent au service de l'armée de l'Union vers la fin de la guerre de Sécession. Plusieurs unités y sont affectées par la suite, dont le 38th U.S. Infantry, le 9th U.S. Cavalry (en) et le 10th U.S. Cavalry (en), tous composés de soldats noirs, appelés parfois les Buffalo Soldiers. En témoignage de leur bravoure, neuf « Buffalo Soldiers » reçoivent la médaille d'honneur au cours de leur service dans le territoire du Nouveau-Mexique.
Le fort est temporairement abandonné entre 1878 et 1880 pendant la guerre de Victorio en raison du besoin de troupes sur le terrain. Lorsqu'il est réoccupé, l'effectif normal du fort est une compagnie.
En 1884, le capitaine Arthur MacArthur, Jr. (en), du 13th U.S. Infantry (en), y est affecté en tant que commandant du poste. Sa femme et ses deux jeunes fils, Arthur MacArthur III (en), âgé de 7 ans, et Douglas MacArthur, âgé de 4 ans. Dans ses mémoires, Douglas MacArthur écrit que c'est au fort Selden que son frère et lui « ont appris à monter à cheval et à tirer, avant même d'apprendre à lire et à écrire ». Les MacArthur passent deux ans au fort Selden avant le transfert du capitaine MacArthur vers le fort Wingate.
À la fin 1886, la frontière évolue rapidement. La reddition de Geronimo au brigadier général Nelson A. Miles à Skeleton Canyon (en) en Arizona met un terme aux longues guerres indiennes de la nation.
En conséquence, le commandant en chef de l'armée, le lieutenant général William Tecumseh Sherman, ordonne une consolidation de six postes militaires au sud du Nouveau-Mexique et à l'est de l'Arizona. Il est favorable à une installation géante de 259 hectares (1 mile carré) pour accueillir six troupes de cavalerie et six compagnies d'infanterie. Sherman ordonne en plus que le poste permanent soit localisé près de la jonction du chemin de fer de Santa Fe et du chemin de fer de Pacifique Sud au sud du Nouveau-Mexique. Pendant un temps, le fort Selden est le candidat privilégié pour le site du nouveau poste, mais en raison
la croissance spectaculaire des chemins de fer vers la région d'El Paso au Texas, le fort Bliss est choisi.
En 1890, les criminels et les groupes de pilleurs ne sont plus considérés comme un menace alors que les hostilités diminuent finalement et le fort perd son utilité. Comme beaucoup de petits forts dans le sud-ouest américain, le gouvernement désactive le fort et il est abandonné à la fin 1891. Le 20 janvier 1891, le lieutenant James Brett, commandant une petite force intérimaire, établit le dernier rapport du poste :

« Tous les biens publics de ce poste ayant été éliminés, il est abandonnés cette date:66-84. »

## Site historique du fort Selden

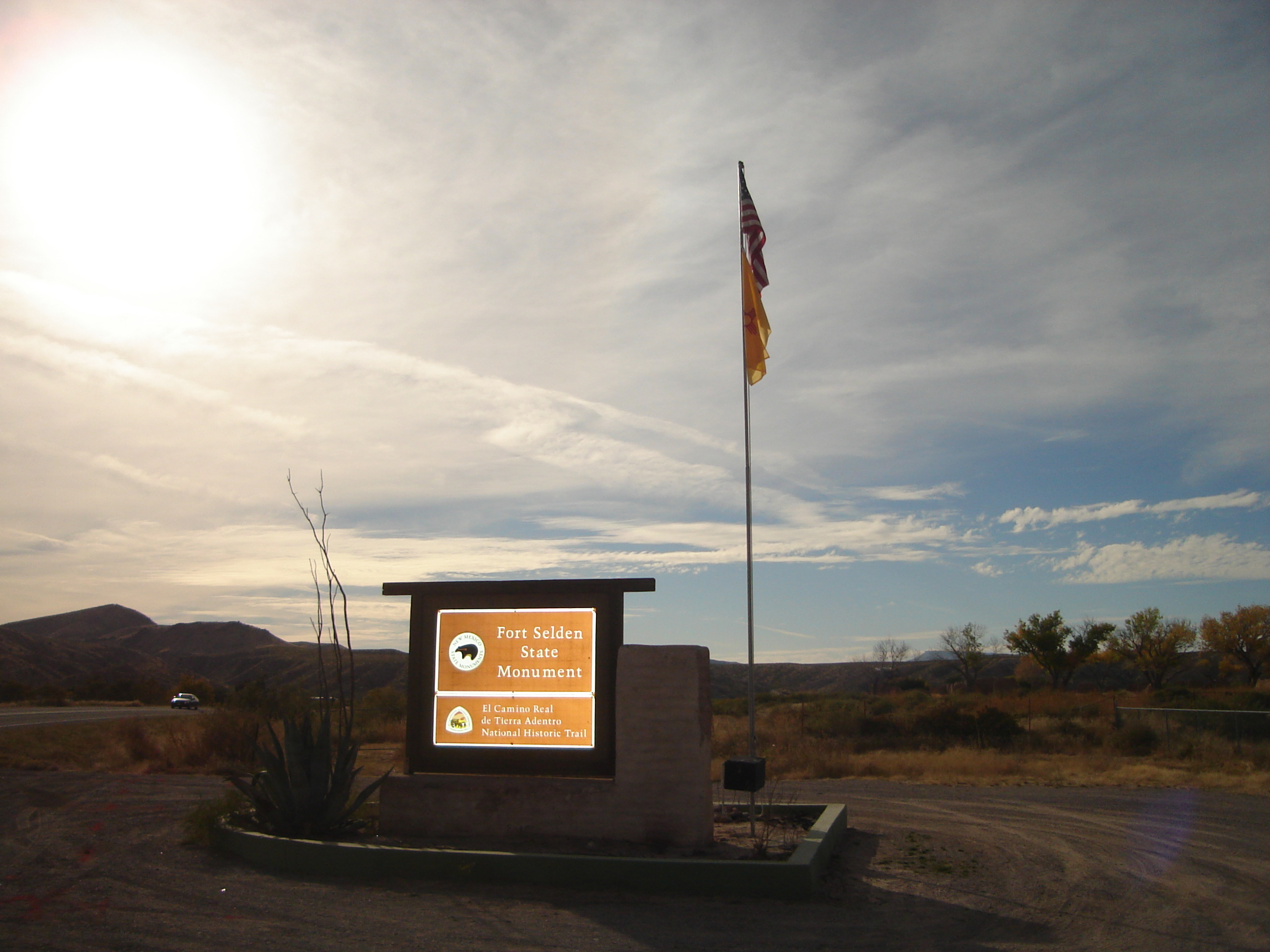

Pendent des décennies, les ruines du fort Selden sont rongées par les ravages de la pluie, la neige et le vent. Les vandales, les chasseurs de souvenir et le chasseurs de trésor accélèrent sa chute. En 1963, le terrain entourant le fort Seldan est donné à l'État par Harry N. Bailey, un habitant de longue date de la région. En 1970, le fort est répertorié sur le Registre national des lieux historiques et en 1974, le fort est déclaré monument de l'État du Nouveau-Mexique. Il est supervisé par la division des sites (anciennement monument de l'État) historiques du Nouveau-Mexique du département  des affaires culturelles du Nouveau-Mexique (en).
Les ruines actuelles sont accessibles par une piste d'interprétation. Un centre des visiteurs offre des expositions sur la vie sur la frontière et militaire. Le site historique du fort Selden est situé à 21 km au nord de Las Cruces, à la sortie 19 de l'Interstate 25, près de Radium Springs (en).